# Pocahontas Patera
La Pocahontas Patera è una struttura geologica della superficie di Venere.